# Johann Penningbüttel
Johann Penningbüttel, auch Penninckbuttel, (* in Lübeck; † 21. Oktober 1582 in Stade) war ein deutscher Verwaltungsjurist des 16. Jahrhunderts und Ratsherr der Hansestadt Lübeck.

## Leben
Penningbüttel war Sohn des Lübschen Bürgers Friedrich Penningbüttel († 1544). Er studierte ab 1546 Rechtswissenschaften an der Universität Rostock und promovierte zum Dr. beider Rechte. Er wurde am 10. Januar 1562 zum Ratsherrn in Lübeck erwählt. 1566 wirkte Penningbüttel gemeinsam mit dem Ratsherrn Johann Kerkring als Wetteherr. 1568 trat er als Gegner des laufenden Dreikronenkrieges aus dem Lübecker Rat durch Amtsniederlegung aus, indem er heimlich nach Stade entwich. In Stade wurde er Rat des Erzbischofs von Bremen Heinrich von Sachsen-Lauenburg.
Penningsbüttel war verheiratet mit Margarethe aus der Familie von Lüneburg.